# ATC 코드
ATC 코드(영어: ATC code)는 의약품의 분류를 위해 사용하는 코드이다. 해부 치료 화학 분류 체계(解剖治療化學分類體系, 영어: Anatomical Therapeutic Chemical Classification System), 해부 치료 화학 분류법(解剖治療化學分類法), ATC 분류라고도 한다.   세계보건기구(WHO) 산하 기관인 의약품 통계 방법을 위한 협력센터(영어: WHO Collaborating Centre for Drug Statistics Methodology, WHOCC)가 이 코드를 관리한다. ATC코드는 1976년에 처음으로 출판되었다.
이 코드 시스템은 약물을 그들이 작용하는 장기나 계통, 그리고 화학적 특성에 따라서 분류한다. 각 단계의 ATC 코드는 약물의 작용부위에 따라 하나씩만 지정하기 때문에 한 약물이 여러 개의 ATC코드를 가질 수 있다. 예를 들어 아세틸살리실산(아스피린)의 경우 입에 국소 작용시에는 A01AD05을, 혈전 생성 방지 목적인 경우에는 B01AC06을, 진통 해열제인 경우에는 N02BA01을 가진다. 이와 반대로 그들이 같은 활성물질과 작용부위를 가진다면 서로 다른 브랜드의 약품들도 같은 코드를 가질 수 있다.

## 분류
이 시스템에서 약물은 서로 다른 5단계에 의해 분류된다.

### 1단계
이 시스템의 1단계에서는 해부학적 주요 그룹을 1개의 영문자로 지정한다. 14개의 주요 그룹은 다음과 같다.
| 코드 | 내용                                           |
| ---- | ---------------------------------------------- |
| A    | 소화관 및 대사                                 |
| B    | 혈액 및 조혈기관                               |
| C    | 심혈관계                                       |
| D    | 피부과                                         |
| G    | 비뇨생식기계 및 성호르몬                       |
| H    | 성호르몬 및 인슐린을 제외한 전신성 호르몬 제제 |
| J    | 전신작용 항감염제                              |
| L    | 항종양제 및 면역조절제                         |
| M    | 근골격계                                       |
| N    | 신경계                                         |
| P    | 구충제, 살충제 및 기피제                       |
| R    | 호흡기계                                       |
| S    | 감각 기관                                      |
| V    | 기타                                           |

### 2단계
이 시스템의 2단계에서는 2개의 숫자로 구성된 주요 치료적 그룹을 지정한다.
예 : C03 - 이뇨제

### 3단계
이 시스템의 3단계에서는 1개의 영문자로 구성된 치료적/약물학적 하위그룹을 지정한다.
예 : C03C - 고효능 이뇨제

### 4단계
이 시스템의 4단계에서는 1개의 영문자로 구성된 화학적/치료적/약물학적 하위그룹을 지정한다.
예 : C03CA - Sulfonamide계 이뇨제

### 5단계
이 시스템의 5단계에서는 2개의 숫자로 구성된 화학물질을 지정한다.
예 : C03CA01 - 푸로세미드(Furosemide)

## ATCvet 코드
ATCvet 코드(영어:Anatomical Therapeutic Chemical Classification System for veterinary medicinal products (ATCvet))는 동물용 의약품을 분류하는데 사용되는 분류코드이다. 많은 수의 ATCvet 코드는 인체의약품의 ATC코드의 앞에 Q를 붙이는 것으로 생성된다. 예로써 동물용 푸로세미드는 QC03CA01의 코드를 가진다.
몇몇 코드들은 오직 동물용 의약품용으로 쓰이는데 예를 들면 QI 면역제제와 같은 QJ51 유방에 사용하기 위한 항생제 또는 QN05AX90 암페로자이드가 있다.

## 같이 보기
- ICD-10